# Sitio de Elvas (1644)
El sitio de Elvas de 1644 fue un frustrado asedio español de la población homónima que aconteció durante la guerra de Restauración portuguesa. 
Un ejército español al mando del marqués de Torrecusa atravesó el Guadiana con doce mil infantes, dos mil seiscientos jinetes, veinte piezas de artillería y dos morteros; estos efectivos se dirigieron hacia Campomayor. El marqués mandó hacer un reconocimiento a la plaza de Olivenza, pero desistió de atacarla por considerarla de poco interés. Seguidamente, el ejército español llegó a Elvas y la cercó. Sin embargo, el marqués de Alegrete reforzó la guarnición y logró repeler los asaltos de los españoles, que acabaron por retirarse tras ocho días.